# Österreichische Fußballnationalmannschaft (U-19-Junioren)
Die österreichische U-19-Fußballnationalmannschaft ist eine Auswahlmannschaft österreichischer Fußballspieler. Sie untersteht dem Österreichischen Fußball-Bund und repräsentiert diesen auf der U-19-Ebene, in Freundschaftsspielen gegen die Auswahlmannschaften anderer nationaler Verbände, aber auch bei den Europameisterschaften des Kontinentalverbandes UEFA. Spielberechtigt sind Spieler, die ihr 19. Lebensjahr noch nicht vollendet haben und die österreichische Staatsbürgerschaft besitzen. Bei Turnieren ist das Alter beim ersten Qualifikationsspiel maßgeblich.

## Geschichte

### Teilnahme an Junioren-Europameisterschaften
| Jahr | Gastgeber                | Ergebnis           | Spiele | S | U | N | Tore  |
| ---- | ------------------------ | ------------------ | ------ | - | - | - | ----- |
| 1981 | Deutschland              | Vorrunde           | 3      | 0 | 0 | 3 | 00:11 |
| 1982 | Finnland                 | Vorrunde           | 3      | 2 | 0 | 1 | 09:07 |
| 1983 | England                  | nicht qualifiziert | –      | – | – | – | –     |
| 1984 | Sowjetunion              | nicht qualifiziert | –      | – | – | – | –     |
| 1986 | Jugoslawien              | nicht qualifiziert | –      | – | – | – | –     |
| 1988 | Tschechoslowakei         | nicht qualifiziert | –      | – | – | – | –     |
| 1990 | Ungarn                   | nicht qualifiziert | –      | – | – | – | –     |
| 1992 | Deutschland              | nicht qualifiziert | –      | – | – | – | –     |
| 1993 | England                  | nicht qualifiziert | –      | – | – | – | –     |
| 1994 | Spanien                  | nicht qualifiziert | –      | – | – | – | –     |
| 1995 | Griechenland             | nicht qualifiziert | –      | – | – | – | –     |
| 1996 | Frankreich und Luxemburg | nicht qualifiziert | –      | – | – | – | –     |
| 1997 | Island                   | nicht qualifiziert | –      | – | – | – | –     |
| 1998 | Zypern                   | nicht qualifiziert | –      | – | – | – | –     |
| 1999 | Schweden                 | nicht qualifiziert | –      | – | – | – | –     |
| 2000 | Deutschland              | nicht qualifiziert | –      | – | – | – | –     |
| 2001 | Finnland                 | nicht qualifiziert | –      | – | – | – | –     |
| 2002 | Norwegen                 | nicht qualifiziert | –      | – | – | – | –     |
| 2003 | Liechtenstein            | Halbfinale         | 4      | 2 | 1 | 1 | 10:09 |
| 2004 | Schweiz                  | nicht qualifiziert | –      | – | – | – | –     |
| 2005 | Nordirland               | nicht qualifiziert | –      | – | – | – | –     |
| 2006 | Polen                    | Vorrunde           | 3      | 0 | 0 | 3 | 00:11 |
| 2007 | Österreich               | Vorrunde           | 3      | 0 | 1 | 2 | 01:05 |
| 2008 | Tschechien               | nicht qualifiziert | –      | – | – | – | –     |
| 2009 | Ukraine                  | nicht qualifiziert | –      | – | – | – | –     |
| 2010 | Frankreich               | Vorrunde           | 3      | 1 | 0 | 2 | 03:08 |
| 2011 | Rumänien                 | nicht qualifiziert | –      | – | – | – | –     |
| 2012 | Estland                  | nicht qualifiziert | –      | – | – | – | –     |
| 2013 | Litauen                  | nicht qualifiziert | –      | – | – | – | –     |
| 2014 | Ungarn                   | Halbfinale         | 4      | 2 | 0 | 2 | 07:07 |
| 2015 | Griechenland             | Vorrunde           | 3      | 0 | 2 | 1 | 02:03 |
| 2016 | Deutschland              | Vorrunde           | 3      | 0 | 2 | 1 | 02:05 |
| 2017 | Georgien                 | nicht qualifiziert | –      | – | – | – | –     |
| 2018 | Finnland                 | nicht qualifiziert | –      | – | – | – | –     |
| 2019 | Armenien                 | nicht qualifiziert | –      | – | – | – | –     |
| 2022 | Slowakei                 | 6. Platz           | 4      | 1 | 0 | 3 | 05:09 |

#### EM 2003 in Liechtenstein
- Kader: Robert Almer, Thomas Lechner, Martin Lassnig, Jürgen Rauchbauer, Markus Berger, Thomas Prager, Klaus Salmutter, Pascal Velek, Lukas Mössner, Salmin Čehajić, Jürgen Säumel, Thomas Vollnhofer, Mario Fürthaler, Mario Bolter, Sandro Lindschinger, René Schicker, Roman Kienast – Teamchef: Paul Gludovatz.

#### EM 2006 in Polen
- Kader: Bartoloměj Kuru, Niklas Lercher, Daniel Gramann, Sebastian Prödl, Michael Madl, Markus Suttner, Daniel Sikorski, Veli Kavlak, Erwin Hoffer, Tomas Šimkovič, Butrint Vishaj, Thomas Hinum, Michael Glauninger, Clemens Walch, Peter Hackmair, Harald Pichler, Rubin Okotie, Michael Zaglmair – Teamchef: Paul Gludovatz.

#### Heim-EM 2007

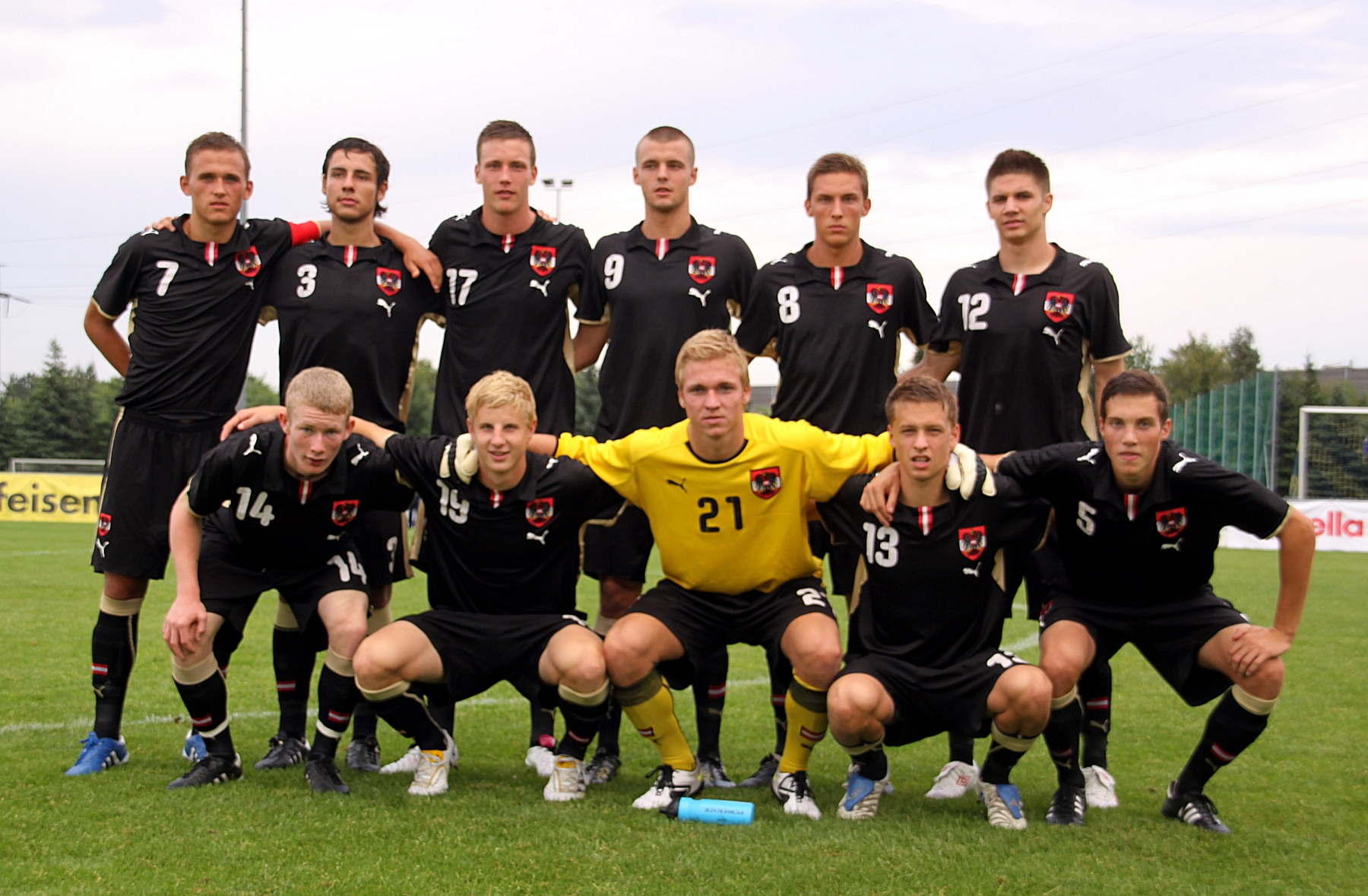
Die österreichische U19-Nationalmannschaft am 11. August 2010 beim freundschaftlichen Länderspiel gegen die Alterskollegen aus Russland.

- Kader: David Schartner, Georg Margreitter, René Seebacher, Dominic Pürcher, Christian Ramsebner, Julian Baumgartlinger, Haris Bukva, Daniel Beichler, Marc Sand, Christoph Mattes, Manuel Salomon, Thomas Hinum, Michael Glauninger, Clemens Walch, Peter Hackmair, Marko Arnautović, Rubin Okotie, Michael Zaglmair – Teamchef: Hermann Stadler.

#### EM 2010 in Frankreich
- Kader: Philip Petermann, Christian Petrovcic, Mahmud Imamoglu, Lukas Rath, Michael Schimpelsberger, David Alaba, Emir Dilaver, Robert Gucher, Raphael Holzhauser, Tobias Kainz, Christian Klem, Christoph Knasmüllner, Marco Meilinger, Georg Teigl, Gernot Trauner, Marco Djuricin, Andreas Tiffner, Andreas Weimann – Teamchef: Andreas Heraf

#### EM 2014 in Ungarn
- Kader: Tino Casali, Ivan Lucic, Lukas Gugganig, Alexander Joppich, Philipp Lienhart, Francesco Lovrić, Patrick Puchegger, Daniel Rosenbichler, Michael Brandner, Sascha Horvath, Konrad Laimer, Peter Michorl, Martin Rasner, Markus Blutsch, Sinan Bytyqi, Florian Grillitsch, Valentin Grubeck, Daniel Maderner – Teamchef: Andreas Heraf

#### EM 2015 in Griechenland

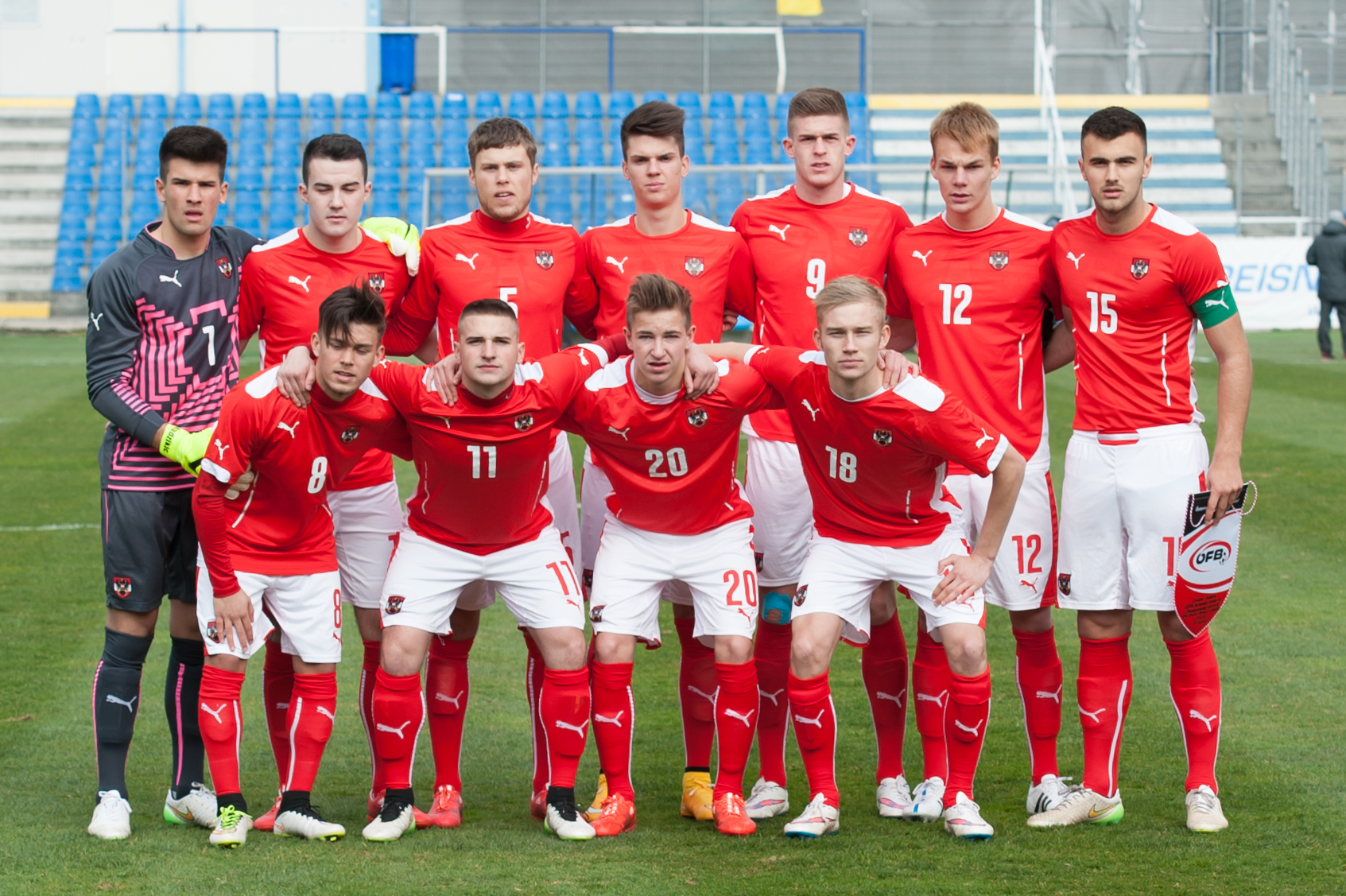
U-19-Team am 28. März 2015

- Kader: Osman Hadžikić, Alexander Schlager, David Domej, Petar Gluhakovic, David Gugganig, Manuel Haas, Stefan Perić, Maximilian Ullmann, Sascha Horvath, Philipp Malicsek, Dominik Prokop, Xaver Schlager, Lukas Tursch, Felipe Dorta, Adrian Grbić, Marko Kvasina, Tobias Pellegrini, Daniel Ripic – Teamchef: Hermann Stadler

#### EM 2016 in Deutschland
- Kader: Paul Gartler, Tobias Schützenauer, Fabian Gmeiner, Sandro Ingolitsch, Benjamin Kaufmann, Manuel Maranda, Stefan Perić, Stefan Posch, Maximilian Wöber, Albin Gashi, Marco Krainz, Sandi Lovrić, Philipp Malicsek, Simon Pirkl, Xaver Schlager, Wilhelm Vorsager, Patrick Hasenhüttl, Arnel Jakupovic  – Teamchef: Rupert Marko